# El Firal
El Firal és una casa d'Amer (Selva) inclosa a l'Inventari del Patrimoni Arquitectònic de Catalunya.

## Descripció
Immoble de tres plantes cobert amb una teulada a dues aigües de vessants a façana. Està ubicat al costat esquerre del Passeig del Firal, però simultàniament fa cantonada a la dreta amb el carrer Francesc Macià i la façana posterior dona al carrer Fira de Sant Martí.
La façana principal és la que dona al Passeig del Firal i està estructurada internament en dues crugies. La planta baixa que és on trobem ubicat l'establiment comercial, concretament una perruqueria femenina, consta de dues obertures, com són per una banda, un portal d'arc carpanell rebaixat, mentre que per l'altra, un portal rectangular.
En el primer pis trobem dues obertures rectangulars projectades com a balconades i equipades amb les seves respectives baranes de ferro forjat. Pel que fa al treball de la forja aplicat a les baranes, aquest és simplement correcte i sense incorporar cap mena de repertori ornamental i decoratiu.
El segon pis consta de dues obertures rectangulars irrellevants, ja que no han rebut cap tractament singular a destacar.
La façana lateral que dona al carrer Francesc Macià és bastant irregular i es deu al fet d'haver-se d'adaptar i alhora salvar el desnivell del carrer.
La façana que dona al carrer Fira de Sant Martí és la secundària. Consta d'un petit jardí, i a diferència de la façana principal que alberga tres plantes, aquesta només consta de dos. Aquest fet s'explica i es deu al desnivell físic del carrer
A simple vista s'observa que l'edifici mostra uns paral·lelismes compositius, estructurals i formals molt evidents amb dos immobles del carrer com són: per una banda, el que el precedeix immediatament a l'altre costat de carrer, denominat com Ca l'Oriol (Vegeu fitxa de Ca l'Oriol). Mentre que per l'altra amb l'antic Can Blanquera (Veura fitxa de Can Blanquera) i (Veura fitxa del Servei de Patrimoni núm. 26.480). Els tres comparteixen trets com ara la planta rectangular; l'estructuració formal de la façana en crugies - Ca l'Oriol i el núm. 25 tenen dues crugies i Can Blanquera tres- ; la coberta a dues aigües de vessants a façana; l'origen mutu és de tres plantes.

## Història
L'immoble actual és fruit d'un procés de restauració i rehabilitació integral que va tenir lloc a finals del segle passat aproximadament.
En origen l'edifici era molt més ampli, però amb les obres de restauració van procedir a partir-lo a fi de tenir dos edificis totalment independents.